# Contea di Scotts Bluff
La contea di Scotts Bluff (in inglese Scotts Bluff County) è una contea dello Stato del Nebraska, negli Stati Uniti. La popolazione al censimento del 2014 era di 36 465 abitanti. Il capoluogo di contea è Gering.